# Velká pinka na Komáří hůrce
Velká pinka na Komáří hůrce je pozůstatkem starých důlních děl na Komáří hůrce v Krušných horách, ve kterých se těžily rudy cínu. Nachází se severně od vrcholu kopce v katastrálním území Fojtovice u Krupky. Svou hloubkou a rozsahem patří mezi největší pinky v Česku. Od roku 2014 je chráněna jako kulturní památka.
Pinka se nachází v centru bývalého důlního revíru Komáří hůrka. První písemná zmínka o dolování v této lokalitě pochází z roku 1416, ale hlavní období těžby spadá do osmnáctého až počátku devatenáctého století. Na jejím místě se nacházelo greisenové těleso s rozměry 140 × 45 metrů, které bylo postupně odtěženo řadou povrchových i hlubinných dolů. Mezi těžené minerály patřil zejména kasiterit, chalkopyrit a pyrit. Povrchová těžba byla na Komáří hůrce možná, protože jednotlivé minerály se nesoustředily do žil jako v jiných ložiscích okolo Krupky, ale nacházely se rozptýleně v horninovém masívu. Hlubinou těžbu horníci zahájili až po vytěžení povrchových zásob. Vznik pinky je kladen do období baroka, kdy došlo k propadu a propojení novějších a starších důlních děl. Na mapách z devatenáctého století je už pinka vyznačena.
Pinka má oválný půdorys s rozlohou 5000 m². Její okraj lemuje nevýrazný snížený ochoz, který může být pozůstatkem povrchově vytěženého prostoru. Obtížně přístupné členité dno se nachází v hloubce 75 metrů a minimálně jeho část vznikla propadem vytěžených prostor.
Nejstarším známým důlním dílem, které podfáralo pinku už na konci patnáctého století, byla dědičná štola Dürrholz. Později byly vyhloubeny také štoly Antoni I, Antoni II, Josef a Martin. Nejmladším dílem byla štola 5. květen vyražená po druhé světové válce. Největším dolem, který fungoval u jihozápadního okraje pinky, byl důl Glatz (též Göpelschacht, česky Žentourová šachta) z osmdesátých let sedmnáctého století, který dosáhl hloubky až 200 metrů. Důl byl částečně obnoven při geologickém průzkumu v letech 1955–1960, ale jeho jediným viditelným pozůstatkem je odval v zatáčce silnice pod vrcholem Komáří hůrky. V blízkosti byly také například Důl Müntzer nebo Nikolai, ale další relikty důlních děl seřazených ve směru severovýchod–jihozápad se nacházejí severozápadně od Velké pinky.